# Tiracola rufimargo
Tiracola rufimargo là một loài bướm đêm trong họ Noctuidae.